# Прекарність
Прека́рність («вразливість», від англ. precarious і лат. precarium — сумнівний, ризикований, негарантований, нестабільний) — нестабільний спосіб життя і роботи без довгострокових гарантій і надійного заробітку особливо у стосунку до розповсюдження «нестандартної» зайнятості в неоліберальну епоху. Деякі соціологи йдуть далі і твердять про появу нового класу — «прекаріату» — визначальною характеристикою якого є ситуація прекарності, і який має відмінні класові інтереси від робітників на постійній зайнятості і з гарантованими посадовими окладами — «саларіату».

## Історичний контекст

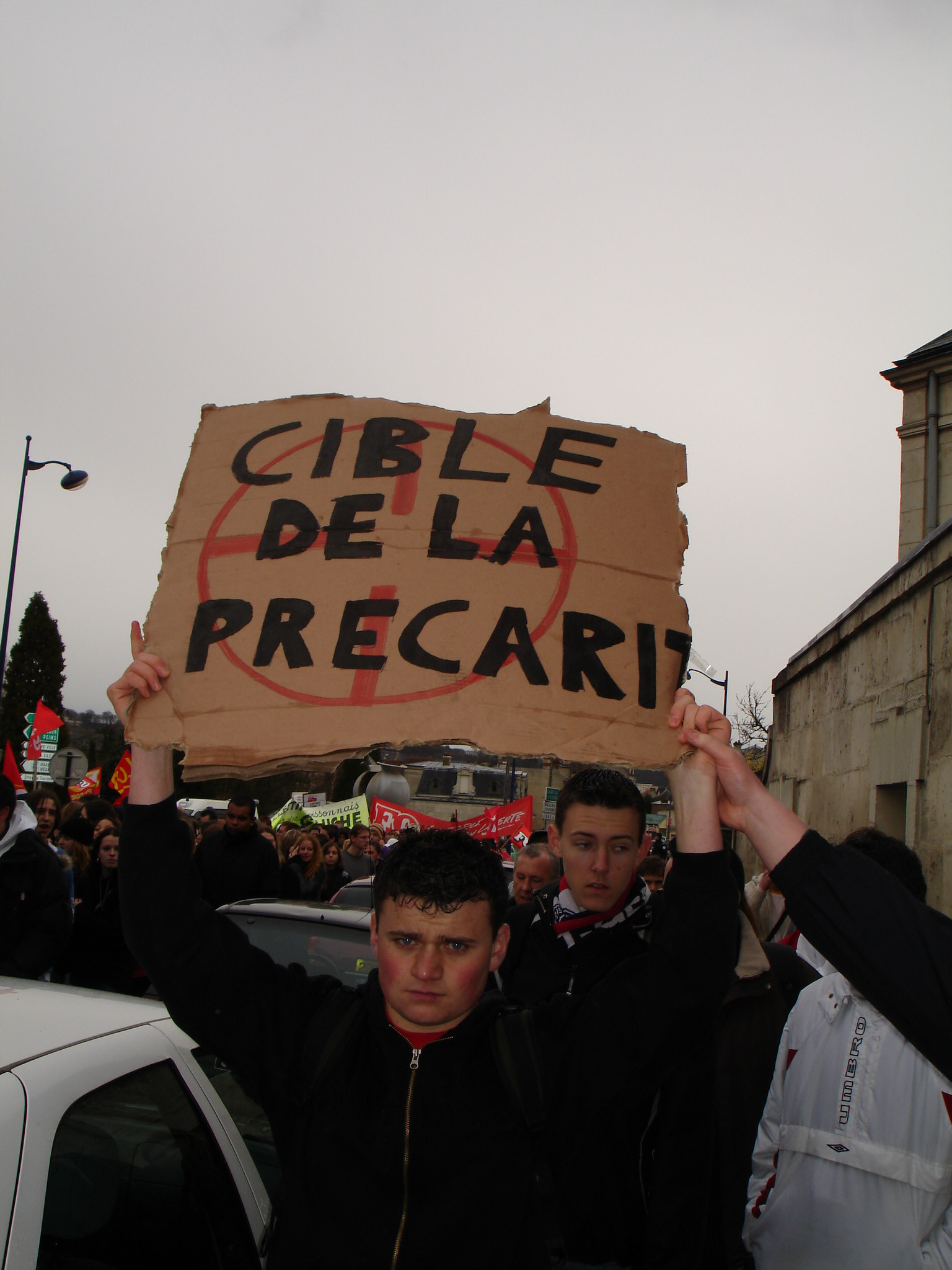
Молодий демонстрант проти прекарності. Суасон, Франція, 2006 рік.

Поняттям «прекарність» спершу позначали обставини, що виникли у постіндустріальному західному світі. Так, за деякими оцінками у Німеччині зараз трудові умови кожного третього найманого працівника прекарні, а ще за іншими в ЄС від 15 % до 25 % працівників знаходяться в нестабільних умовах зайнятості.
У лекції, прочитаній 1997 року, П'єр Бурдьє стверджував, що «прекаріат скрізь», і зазначав, що короткострокова і непевна робота дедалі поширюється, і саме життя наповнюється непевністю, неспокоєм, стає непередбачуваним — одне слово, прекаризується. Причини цього перетворення, як правило, вбачають у економічному рівні розвитку суспільства; багато соціологів вважають причиною те, що заведено називати глобалізацією — хоча трактування цього терміну на практиці може бути досить різним. Натомість, певнішим поясненням прекаризації може бути трансформація ринків праці із фордистської до постфордистської моделі.
У фордистській моделі капіталізму, що розвинулася на початку ХХ ст., менеджери використовували різноманітні механізми для утримання стабільної, добре регульованої робочої сили. «Науковий менеджмент» в дусі тейлоризму збільшував продуктивність робітників, водночас, забезпечуючи їхню субординацію менеджерам, розділяючи виробничий процес на набір дискретних, вимірюваних завдань. Таким чином, знижувалася потреба в кваліфікованій праці в цехах, її дедалі більше обмежували менеджери. Це — основа старого розподілу праці між розумовою та фізичною працею, яка наразі є розподілом між керівною та обслуговуючою роботою. Що не менш важливо, фірми використовували комбінацію матеріального заохочення, ідеологічних мотивацій, перемовин та прямого втручання в життя родин працівників, аби культивувати корпоративний дух і лояльність. Сам Форд відзначав, що виплата відносно «високої зарплати» може зекономити значні гроші у довгостроковій перспективі, скорочуючи плинність робочої сили й, отже, підтримуючи високу продуктивність. На початку ворожі до робітничих спілок фордистські виробники під час Холодної Війни навчилися залучати організованих робітників як партнерів у постійному підвищенні продуктивності.
Розпад такої корпоративістської системи в результаті довгої турбулентної кризи 1970-х призвів до фундаментальної трансформації трудових відносин. Як вважається, постфордистський капіталізм усе частіше відмовляється від тривалого найму, оскільки менеджери та адміністратори придумали як зробити виробництво гнучкішим. Наприклад, у секторі послуг — від готелів та закладів харчування до прибирання та низькокваліфікованих офісних робіт — дедалі більше завдань передають по підряду фірмам, які наймають працівників на щоденній та тимчасовій основі. Посади, які раніше займали постійні працівники, займаються тимчасовими працівниками максимум на кілька місяців. Цей процес створює динамічно зростаючий прошарок часто добре освічених працівників, які не мають гарантій і не мають перспектив. Їхнє існування перетворюється на плинне поєднання фрагментарної роботи та соціального життя. Формується дуже індивідуалістичний клас з низьким рівнем корпоративної лояльності й ледь помітною колективною солідарністю з такими як вони самі. Його соціальне життя, щонайменше в країнах капіталістичного ядра, на відміну від старомодних «спільнот» робітничого класу  приймає мережеву форму (networking), що проявляється в соціальних медіа. Саме ці люди стали основою антикапіталістичних протестів, студентських виступів та руху Occupy.

## Характеристика
Ґай Стендінґ, автор однойменної книги про прекаріат, називає відсутність таких умов характерною для ситуації прекарності:
1. Захищеності на ринку праці, тобто достатніх можливостей доходу, що втілюються на макрорівні зобов'язанням уряду забезпечити «повну зайнятість».
2. Гарантій зайнятості, тобто положень про найм і звільнення, накладань штрафів на роботодавця у разі недотримання правил тощо.
3. Гарантій робочих місць, тобто здатності і можливості зайняти нішу у сфері зайнятості, а також захисту на випадок знецінення професій і можливостей для руху вгору кар'єрною драбиною, підвищення статусу і доходу.
4. Безпеки робочого процесу, тобто захисту від нещасних випадків і захворювань на роботі, за допомогою, наприклад, охорони праці та здоров'я, лімітування робочого і позаробочого часу.
5. Гарантій набуття певних навичок, можливості їх здобути шляхом навчання, тренування тощо.
6. Захищеності доходу завдяки, наприклад, встановленню мінімальної заробітної плати, індексації заробітної плати, широкого соціального забезпечення тощо.
7. Забезпечення представництва, тобто колективного голосу на ринку праці — наприклад, незалежних профспілок з правом страйкувати.[4]

Схожий погляд на індикатори нестабільної зайнятості подає у своїй книзі Девора Такера:
1. Робота може бути припинена з мінімальним попереднім повідомленням працівника роботодавцем або без попереднього повідомлення.
2. Час роботи не визначено або може бути змінено за бажанням роботодавця.
3. Дохід непевний або нерегулярний.
4. Функції, що їх виконує працівник, можуть бути змінені за бажанням роботодавця.
5. Робота здійснюється без будь-якого явного або неявного договору.
6. Немає практично ніякого захисту від дискримінації, сексуальних домагань, неприйнятних методів роботи.
7. Робота низькооплачувана — на рівні або нижче мінімальної заробітної плати.
8. Обмежений доступ до переваг «стандартної» зайнятості, таких як відпустка по хворобі, відпустка у зв'язку зі смертю близької людини або батьківська відпустка.
9. Обмежена можливість отримати і зберегти навички через відсутність доступу до навчання і освіти.
10. Умови праці є небезпечними і шкідливими.[5]

Отже, прекарні умови праці характеризуються атиповими трудовими договорами, обмеженими або відсутніми соціальними пільгами та законодавчо визначеними правами, високим ступенем нестабільності робочих місць, нетривалим періодом роботи, низькою заробітною платою і високими ризиками професійних травм та захворювань. В цілому, індикатори нестандартної зайнятості можуть бути визначені за наступними 4 змістовним блокам: дохід, соціальний пакет, законодавчий захист та контроль, рівень невизначеності в компанії.
Разом з тим, досі немає спільного бачення, ким є об'єднанні такими умовами люди. Тривають теоретичні дискусії, чи можна вважати прекаріат з його характерними особливостями соціальним класом (пригноблених) чи це всього лиш суспільна тенденція, що виявляється в своїх антисоціальних наслідках найбільше на найбідніших прошарках, тобто фактично робітничому класі.

## Суспільні наслідки

### Теперішній рівень масового безробіття
Майже зникнувши в повоєнний період, воно повернулося як постійна загроза і покарання у 1970-х роках, роблячи зайнятість в цілому більш вразливою.  Це також не відбулося однаково всюди. Протягом декади після 1973—1974 рр. низка провідних капіталістичних суспільств (Австрія, Японія, Норвегія) стримували безробіття набагато успішніше за інших (Велика Британія, Нідерланди, Канада). Відмінність почасти пояснювалася інституційними факторами. Ті суспільства, які краще за інших боролися з безробіттям, мали інституційно оформлені зобов'язання підтримувати низький рівень безробіття, які не були заміщені ніяким іншим порядком денним і які дали їм змогу вибратися з глибоких рецесій 1970-х та 1980-х. Суспільства, по яким вдарило масове безробіття, виявлялися тими, що впроваджували заходи жорсткої економії, які відображали інституційно втілені прагнення до низької інфляції та «надійних грошей». У Великій Британії це почасти було пов'язано з піднесенням Сіті. Прекарність в цьому сенсі є ансамблем конкретних ефектів, які постають із свідомо обраних класових стратегій у межах кожної конкретної капіталістичної формації.

### Чорні ринки праці
Робота парт-тайм, хоча вона не обов'язково є вразливою, зростала як частина ширшого процесу розповсюдження неповної зайнятості. Це добре помітно на такому компоненті «прекаріату» як студентство. Кевін Дуган відзначає, що зростання ринку праці студентів у розвинутих капіталістичних суспільствах, особливо в Сполучених Штатах, є одним з найвиразніших процесів останніх десятиріч. Студенти працюють у середньому 21 годину на тиждень в США та 16 годин на тиждень у Великій Британії. Цей тип низькооплачуваної незахищеної праці став одним із ключових пунктів стратегії зайнятості великих секторів бізнесу, особливо для супермаркетів та телепродаж. Нестабільність роботи поглиблюється нестабільністю фінансів. Нагромадження величезних боргів приватними домогосподарствами в роки, що передували кредитній кризі, супроводжувалося колапсом особистих заощаджень. Отже, як стверджує вже Ґай Стендінґ, офіційна статистика може приховувати дійсні обсяги використання прекаризованої праці. Чорні ринки праці, особливо робочої сили мігрантів, діють поза межами прямого контролю держави.

### Міграція і глобальні нерівності
Згідно Ґая Стендінґа існує глобальна тенденція збільшення кількості працівників-мігрантів, які стають великим резервом прекаризованої робочої сили. Це є наслідком політично створених бар'єрів для мобільності робочої сили, причому не тільки міжнародних, але й національних. В одній з капіталістичних країн, що швидко розвивається, Китайській Народній Республіці, сільським мігрантам не дозволяється постійно проживати в містах. Як доводить Девід МакНалі у своїй книзі під назвою «Глобальний Спад», три чверті промислових працівників у цій країні позбавлені стабільного місця проживання, доступу до соціальних послуг та освіти. Це дуже значущий процес, враховуючи, що обсяг робочої сили Китаю нині більший за те, що мають країни ОЕСР разом взяті. Міграційні служби розвинутих капіталістичних суспільств створюють лише частину ширшого репертуару расистськи забарвлених бар'єрів, форм сегрегації, гетоїзації, «кріпаччини» та «кайданщини» (‘workfare’ and ‘prisonfare’), які на думку Лоїка Вакана, є справді новітньою рисою сучасної прекарності.
Більше того, прекарність концентрується поза головними центрами накопичення капіталу, у тих частинах світу, які є об'єктами грабунку та «злоякісного недогляду». Наймані працівники складають 84 % зайнятих у «розвинутих країнах» (ЄС, США, Японія, Канада, Австралія тощо) у порівнянні з Африкою південніше Сахари, де ті, хто отримують зарплати складають лише 23 %, а найбільша група (49 %) — самозайняті. Останні здебільшого позбавлені тих форм колективної організації, які можуть використовувати наймані працівники для захисту зайнятості, рівня зарплати та умов праці. До того ж поза зайнятістю взагалі перебуває зростаюча маса безробітних або неповністю зайнятих мешканців нетрів, що стало наслідком неоліберальної урбанізації в капіталістичних економіках, що розвиваються.

## Прекаріат в Україні
В Україні помітний брак досліджень (особливо, соціологічних) прекарності. Натомість, вітчизняні дослідники більш охоче схильні вишуковувати в класовій структурі українського суспільства «середній клас».
Незважаючи на таке ігнорування, все ж присутні деякі спроби оцінки чисельності прекарно зайнятих працівників в Україні. Так, автори однієї із таких спроб, виходячи із попередньо зазначених тут загальноприйнятих на Заході характеристик прекаріату, розробили блок індикаторів прекарності для України:
- економічні (зокрема, низький рівень доходів);
- ринкові (безробіття, вимушена неповна зайнятість, сезонна робота) ;
- правові (неофіційна зайнятість, невизначений правовий статус людини в країні);
- соціально-трудові (нестабільність роботи, гнучкість форм зайнятості, тяжкість і небезпека праці);
- соціально-психологічні (відсутність упевненості в збереженні роботи, соціальне відторгнення, невпевненість у завтрашньому дні).

Далі, припустивши, що для прекарності достатньо хоча би відповідності по одній із вказаних груп, вони (орієнтуючись на наявні дані Держкомстату та Міжнародної Організації Праці) виділили такі прекарні  категорії населення з відповідними індикаторами їх визначення:
1. Безробітні — чисельність безробітного населення у віці від 15 до 70 років (тис. осіб).
2. Зайняте населення з вкрай низьким рівнем доходів — чисельність штатних працівників, яким зарплата нараховується в межах мінімальної заробітної плати (тис. осіб).
3. Населення зайняте в неформальному секторі економіки — чисельність населення зайнятого в неформальному секторі економіки (тис. осіб).
4. Працівники, що не мають стабільної роботи чи певності в її збереженні — чисельність осіб, що працюють за договорами громадянського-правового характеру (тис. осіб); чисельність працівників, які не охоплені колективними договорами (тис. осіб).
5. Населення, яке офіційно працює в умовах вимушеної неповної зайнятості — чисельність робітників, що знаходилися у відпустках без збереження зарплати на період припинення робіт (тис. осіб); чисельність осіб переведених за економічними причинами на неповний робочий день чи тиждень (тис. осіб).
6. Сезонні працівники — чисельність сезонних робітників (тис. осіб).
7. Працівники, що здійснюють трудову діяльність у шкідливих і тяжких умовах праці - чисельність осіб, які працюють в умовах, що не відповідають санітарно-гігієнічним нормам (тис. осіб).

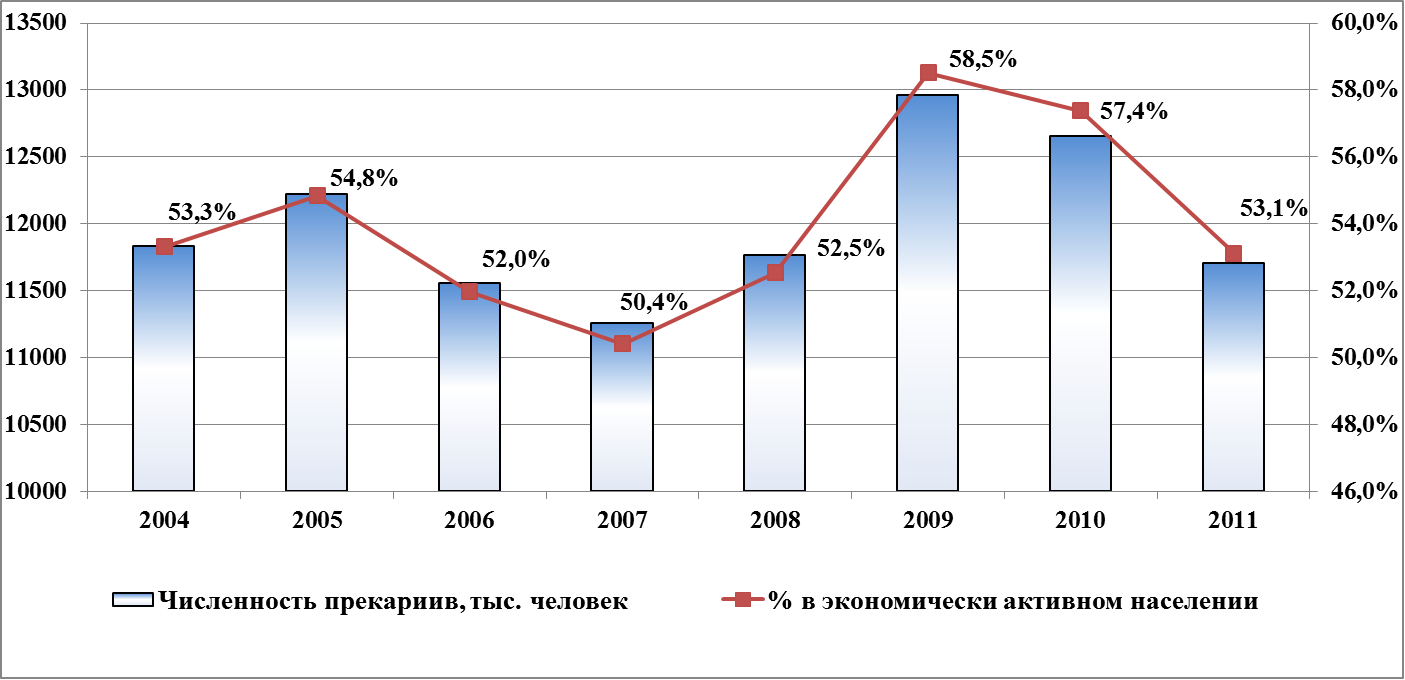
Чисельність і доля прекарно зайняних в Україні

У підсумку, підведеному для проміжку з 2004 по 2011, виявилось, що в цей час до проблемної групи прекарно зайнятих належало від 11 до 13 млн осіб. Це складає частку відповідно від 50,4 % до 58,5 % економічно активного населення. При цьому, умовну основу прекаріату в Україні становить група зайнятих в неформальному секторі економіки (25-40 % від загальної чисельності).
Варто зазначити, що в ці цифри не входить така істотна для прекаріату група як нелегальні мігранти. Оцінка їхньої чисельності є вельми проблематичною і коливається від 300 тисяч до 4-5 мільйонів осіб. Понад те, навіть зайняті у формальному секторі економіки працівники не можуть похвалитися надійними трудовими умовами. За словами одного із всеукраїнських профспілкових лідерів, хоча в Україні досить хороше в соціальному плані трудове законодавство, однак відсутнє правове поле, що могло би забезпечити захист цих прав працівників і вберегти їх від свавільних дій з боку роботодавців чи держави. Отже, можна припустити, що певною мірою таким чином розрахована чисельність прекаріату є ще більшою.

## Шляхи подолання
1. Посилення трудового законодавства — зокрема: посилення державного контролю за дотриманням трудового законодавства; перегляд окремих аспектів державного регулювання ринку праці та соціальної політики, які посприяли зростанню нестандартної зайнятості; впровадження принципів гідної праці, заохочення роботодавців до створення постійних робочих місць; внесення змін у трудове законодавство, які дозволять розширити права тимчасових працівників. Недоліки: ризики втрати конкурентоздатності для національної економіки на міжнародній арені поряд з тими країнами, де такі принципи впроваджуватись не будуть.
2. Індекс соціальності праці — розробка спеціального індексу за допомогою економічних статистичних даних і соціологічних досліджень, який би демонстрував міру експлуатації працівників, застосовану для виробництва конкретного товару чи послуги на усіх стадіях технологічного процесу. В перспективі розроблений індекс можна використовувати для публічного тиску на антисоціальних роботодавців, погрожуючи погіршити їхній імідж або навіть бойкотувати їхні товари. Недоліки: слабко пророблена тема соціальної відповідальності в українському публічному дискурсі; зав'язаність багатьох технологічних процесів виробництва вітчизняних товарів на підприємствах поза Україною, соціальність яких, скоріш за все, неможливо дослідити.
3. Гарантований базовий дохід — надання можливості усім громадянам отримувати деяку мінімальну фінансову допомогу від держави незалежно від умов, в яких вони опинилися. Недоліки: складнощі з враховуванням нелегальних мігрантів та інших аналогічних категорій населення; невизначеність трудових мотивацій для людей, яким гарантовано мінімальний дохід.
4. Універсалістські соціальні програми — провадження державою соціальних програм по безкоштовному забезпеченню базових людських потреб (харчування, житло, медицина тощо) без жодних обмежень на їх користувачів. Протиставляються адресним соціальним програмам, які начебто з метою заощадження намагаються виокремити для допомоги найбільш уразливі категорії населення, проте (як свідчать деякі дослідження) докладаються до їх стигматизування в суспільства і, врешті, виявляються чи не дорожчими від універсалістських, через необхідність підтримки потужного апарату бюрократії, що проводила би селекцію. Недоліки: необхідність виділення досить значних ресурсів для реалізації цих програм; невизначеність трудових мотивацій для людей, яким гарантоване забезпечення базових потреб.